# Туарезьке повстання (1963—1964)
Туаре́зьке повста́ння 1963—1964 років — перше із серії збройних повстань туарегів Малі проти включення їх до складу цієї африканської держави. Тривало з січня 1963 по серпень 1964 року.

## Передумови повстання
Населення північних пустельних регіонів Малі різко контрастує з населенням решти регіонів країни. Тут живуть войовничі племена туарегів та маврів, основним заняттям яких традиційно було кочове скотарство. За мовою, культурою та расовими ознаками вони тісно пов'язані з населенням Північної Африки. Південь, розташований в басейні річки Нігер, населяють мирні негритянські землеробські народи. У доколоніальний період кочівники були політично домінуючою силою в регіоні, чорношкіре населення вони сприймали як своїх рабів. Наприкінці XIX — на початку XX століття Західна Африка і Центральна Сахара увійшли до складу Французької колоніальної імперії. Туареги змушені були визнати владу більш сильного супротивника. Французи, в свою чергу, приборкавши непокірні групи кочівників, дали туарегам спокій.
Ситуація змінилась з крахом колоніальної системи й утворенням в Африці у 1960 році нових незалежних держав. Для більшості африканських народів деколонізація означала визнання їх етнокультурної ідентичності та підтверджувала їхнє право на самовизначення. У випадку туарегів цього не сталося, із самого початку була проігнорована можливість визнання нації туарегів та єдність народу. Спроби створення Організації громад регіонів Сахари (фр. l’Organisation Commune des Régions Sahariennes, OCRS) за збереження тут колоніальної влади Франції зазнали невдачі. В результаті землі туарегів виявилися поділеними відразу між 5 країнами: Лівією, Алжиром, Нігером, Малі та Буркіна-Фасо.
Створена 1963 року для подолання колоніалізму на континенті та сприяння внутрішньому і міжнародному співробітництву, Організація африканської єдності (ОАЄ) в своїй діяльності дотримувалась принципу непорушності існуючих кордонів, переважна більшість яких була проведена у Африці колонізаторами-європейцями за допомогою лінійки, часто абсурдно, розділяючи традиційно однорідні в культурному, економічному й соціальному плані регіони. Така позиція ОАЄ була спрямована на погашення конфліктів між молодими африканськими державами. Таким чином, туареги в Малі опинилися в складі держави з іншою економічною системою, під владою чорношкірого населення Півдня. Для них це означало продовження епохи колоніалізму.
До влади в Малі прийшла партія Суданський Союз-Африканське демократичне об'єднання (фр. Union soudanaise-Rassemblement démocratique africain, US-RDA) на чолі з Модібо Кейта (фр. Modibo Keïta). Нова адміністрація розпочала активну політику модернізації суспільства на засадах марксистської теорії. Базовою одиницею соціально-політичної та економічної організації ставало село, а для кочівників — фракція, племена переставали бути адміністративною одиницею. Туареги при цьому розглядалися як варвари, яких слід долучити до цивілізації. Їх суспільство було оголошене феодальним, влада традиційних вождів мала бути скасована, а залежні верстви вивільнені. Репресії очікували на самих «феодалів». Ізольовані від суспільно-політичного життя країни й майже позбавлені будь-якого контролю над діями держави, туареги мали багато неприємностей з боку нових керівників країни, які до того ще й часто зловживали владою. Між туарегами північних регіонів та урядом Малі склалися відносини взаємної недовіри й зверхності. Поступово адміністративна й військова присутність малійців на Півночі стала сприйматись місцевим кочовим населенням як окупація. Особливо сильними сепаратистські ідеї автономії були в Адрар-Іфорасі (сучасна область Кідаль).
Перші два роки після здобуття незалежності туареги мовчки спостерігали, чого їм очікувати від нової влади. Французи пішли із Судану дуже швидко, передавши свої повноваження африканським чиновникам. Туареги не могли повірити, що такий сильний противник без військової поразки міг так легко відмовитись від своїх володінь. Вони не могли зрозуміти, як могли панувати ті, хто раніше був рабами.
Незважаючи на загалом сприятливі погодні умови в ці роки, дії малійської адміністрації спричинили економічні труднощі в середовищі кочівників. Високі податки та митні збори перешкоджали їм експортувати худобу до Алжиру, а це було життєво необхідним для жителів регіону. Нове законодавство 1962 року стосовно шлюбів було сприйняте на Півночі як антиісламське або принаймні як таке, що суперечило місцевим звичаям. Крім того, малійці відверто нехтували владою традиційних вождів, які користувалися великим авторитетом у туарезькому суспільстві. Врешті решт, дії малійської влади поставили під загрозу можливість нормалізації й без того крихких стосунків між сторонами і насамкінець привели до початку Першого туарезького повстання 1963—1964 років, відомого в історії ще під назвою Алфелаґа (фр. Alfellaga), тобто «повстання».
Повстанці виступали не стільки з якоюсь метою, скільки проти нової влади. Вони не мали ніяких ідеологічних концепцій, які зазвичай висуває революція. Туареги були мотивовані лише страхом втратити свою національну ідентичність, бажанням відвоювати незалежність, яку французи їм повернули, а малійці забрали. До всього додалася ще й расова ворожнеча. Туареги, кочовики «білої раси», не могли прийняти ситуації, коли ними командували чорні, які завжди були їм слугами та рабами. Не сприймали вони й впроваджуване владою Бамако звільнення залежних і рабських каст від влади шляхетних, що відбувалося під лозунгом соціальної рівності всіх верств населення.

## Початок повстання
Повстання розпочалось за вкрай несприятливих внутрішньо-політичних умов у туарезькому суспільстві. 1962 року помер аменокаль (верховний вождь, фр. amenokal) Адрару (точніше туарезької конфедерації кель-адрар, або кель-адаг, фр. Kel Adagh) Атагер аг-Ілі (фр. Attaher ag Illi, 1915—1962), а при виборі його наступника серед туарегів стався розкол. Аменокалем став син Атагера Інтала аг-Атагер (фр. Intalla ag Attaher, 1962—2014), якого підтримували південні та західні племена. Він та його прибічники залишалися вірними урядові Малі. Брат і конкурент нового аменокаля Зейд аг-Атагер (фр. Zeyd ag Attaher) спирався на підтримку північних та східних племен.
Опинившись відстороненим від влади, останній зібрав навколо себе групу людей, які поділяли його ідеї незалежності Адрар-Іфорасу від Малі. Зейд встановив контакти з лідерами інших туарезьких племен, що проживали за межами регіону, зокрема з антесарами (фр. Kel Antessar) в районі Томбукту та даусагаками (фр. Daoussahak) в області Ґао. Двічі, в 1961 і 1963 роках, він здійснював поїздки до Алжиру з метою налагодження зв'язків із французькою колоніальною адміністрацією. Проте серйозної підтримки він там не знайшов. Рішення про початок збройного повстання було прийняте невеликою кількістю осіб, і воно відразу було приречене на поразку. Вояки на верблюдах у традиційному одязі кольору індіго, озброєні застарілими гвинтівками часів Другої світової війни виробництва різних країн, отриманими переважно шляхом контрабанди, мали вигляд безнадійно застарілої армії. З військової точки зору виступ кількох десятків легко озброєних чоловіків з їх середньовічними методами ведення війни проти кількох тисяч солдатів малійської армії, що мали на озброєнні танки, літаки й важку артилерію, був рівносильний самогубству. На боці повстанців було хіба що знання місцевості та партизанська тактика ведення війни. Повстанці сподівалися, головним чином, на зовнішню підтримку. Але підтримки від французької адміністрації Алжиру вони так і не отримали.
Починаючи із січня 1963 року, туареги стали проводити рейди на півночі Адрару, в місті Кідаль та в багатьох інших пунктах, захоплюючи зброю та верблюдів. Такі дії та дрібні зіткнення приносили їм успіх. Спочатку повстанців-іфулагенів (фр. ifulagen) було лише близько 10 осіб, надалі їх чисельність швидко зростала, але ніколи не перевищувала 250 осіб. Одним із лідерів повстанців був Еледі аг-Ала (фр. Elledi ag Alla), син Ала аг-Альбашира (фр. Alla ag Albachir), відомого бунтівника колоніальних часів. Це надавало особливого сенсу повстанню. В очах туарегів Алфелаґа була помстою сина за батька, а, отже, пов'язана з відстоюванням поняття відновлення честі та гонору, тобто дією шляхетною, позитивною. У перші місяці конфлікту головними супротивниками туарегів були загони гумьєрів (туземної поліції, фр. goumiers), і сторони у своїх діях дотримувались традиційних туарезьких правил ведення війни, коли цивільні люди мають залишатися неушкодженими.
Загалом це по факту було не повстання, а бунт, який не мав масового характеру. Подібне траплялося й за колоніальних часів. Але, коли стало зрозумілим, що силами гумьєрів придушити повстання не вдасться, влада Малі у вересні-жовтні 1963 року спрямувала проти повстанців великі військові сили. Тоді розпочались справжні бойові дії. Стало зрозумілим, що новий противник не битиметься за правилами. Дії військових відзначались нечуваною жорстокістю. Кількість жертв лишається невідомою, але обчислювалась вона сотнями, якщо не тисячами загиблих. Звірства військових не обмежувались вбивством повстанців. Вони арештовували й вбивали жінок і духовних осіб, осіб, що не брали участі в бойових діях, отруювали колодязі, вбивали худобу. Тому не дивно, що багато гумьєрів покинуло малійську армію й перекинулось на бік повстанців. Методи, що застосовувались малійцями, йшли у розріз із туарезькою етикою воїнів та почуттям належності до кель-адрар. Тактика малійських військ, що не дотримувались кодексу «цивілізованих війн», викликала й зміну в діях повстанців. Обурені звірствами армії, вони також відмовились від принципів війни за правилами, про милосердя та правила більше не йшлося. Протиборство тепер набрало ганебних форм.
Населення Адрар-Іфорасу зазнало значних людських і матеріальних збитків. Багато жителів регіону, рятуючись від репресій, покинули рідні землі й переселилися до інших країн, переважно на південь Алжиру.

## Підтримка повстання
Починаючи повстання, його лідери сподівалися в першу чергу на зовнішню підтримку. Не маючи дипломатичного досвіду, вони серйозно недооцінили поточного стану міжнародної політики і в своїх сподіваннях виявилися занадто оптимістичними та наївними. Надії на допомогу з боку Алжиру та Франції виявилися марними. Туареги не враховували стратегічних інтересів Франції в регіоні, стосунків цієї держави з урядами Малі та Алжиру. Зовнішній світ взагалі не помітив їхньої боротьби. Хоча деяку неофіційну підтримку від Алжиру та Франції повстанці все-таки мали. Зокрема, їм дозволяли жити в Алжирі, надавали медичну допомогу. Те саме стосується й французької ядерної бази в Такормьясе (фр. Takormiasse). Крім того, французи продавали туарегам зброю.
Не мало підтримки повстання й з боку туарегів інших регіонів. З числа туарезьких лідерів на території Малі повстанців Адрар-Іфорасу підтримали лише даусагаки на чолі із Юнесом (фр. Younes ag Ayyouba) та Ільясом (фр. Ilyas ag Ayyouba), синами вождя цього племені Айюба (фр. Ayyouba ag Mohamed Adargajouj), та ще колишній аменокаль антесарів Могамед Алі аг-Атагер (фр. Mohamed Ali ag Attaher Ansari), який після проголошення незалежності Малі змушений був емігрувати й переховувався в Марокко. Серед повстанців були також окремі загони з Бурему, Ансонґо та Менаки. На цьому зовнішня підтримка закінчувалась. Далися взнаки й старі образи. Юлемідени, головне туарезьке плем'я області Ґао, все ще пам'ятали події 1916 року, коли іфораси, провідне плем'я конфедерації кель-адаг, взяли участь у придушенні їхнього повстання. Тому на допомогу цього великого племені годі було розраховувати.
Навіть аменокаль та вожді племен Адрар-Іфорасу, зокрема Бісаада аг-Хакад (фр. Bissaada ag Khakad), вождь племені іднан, Гамзата аг-Алкасум (фр. Hamzata ag Alkassoum), вождь племені кель-телабіт, Бає аг-Атікбель (фр. Baye ag Atikbel), вождь племені телгетрат, Кола аг-Сагід (фр. Kola ag Saghid), вождь племені ірейякен у жовтні 1963 року від імені уряду переконували повстанців здатись. Перебували туареги й у складі загонів гумьєрів, що використовувались урядом для боротьби з іфулагенами. Туземна поліція була перетворена на групи реагування кочової жандармерії (фр. Groupes Nomade d'Intervention de la Gendarmerie, GNIG). Гумьєри, як і вожді, перебували на державній службі й змушені були стріляти в своїх родичів.
Багато жителів Адрар-Іфорасу надавали повстанцям допомогу у вигляді їжі, худоби або одягу. Але загалом іфулагени не користувалися популярністю серед місцевого населення, більшість вважала їх за купку злодіїв і стояла на боці уряду.

## Організація повстанців
В організаційному плані повстанці об'єднувались у групи чисельністю по 20-30 осіб. Часто лише частину цих груп становили бойовики, інші ж були беззбройними цивільними, що постачали бойовикам інформацію про напрямки руху армійських частин. Для проведення певних операцій об'єднувались сили декількох груп.
Територіально іфулагени поділяли Адрар-Іфорас з півночі на південь на 3 зони дій, що мали лише умовні кордони. Такий поділ, як правило, відповідав племінному членуванню. Перша зона розташовувалась навколо Тіметріне (фр. Timetrine), у більш рівнинній місцевості, переважно на захід від власне Адрару. Тут живе плем'я іднан, а діяли загони на чолі з братами Сіді-Аліміном (фр. Sidi Alamine ag Cheick) та Ісуфом аг-Шейхом (фр. Issouf ag Cheick). Друга зона займала територію від гір Тіраргар (фр. Tigharghar) та Дорьєт (фр. Doriet) до Буреси (фр. Bouressa), на півдні вона сягала Кідаля і гори Узейн (фр. Ouzzein). Тут розселені переважно іреаякени, а повстанські операції очолювали Еледі аг-Ала та Іхлу Салум (фр. Ikhlou Saloum), що належали саме до цього племені. У третій зоні, розташованій на південь від гори Узейн, рейди очолювали Азезен аг-Ікса (фр. Azzezen ag Iksa) з племені телгетрат і Могамед аг-Амане (фр. Mohamed ag Amane) із племені араяк. Група в Тіметріне була найменшою, вона складалася максимум із 15 осіб. Це була небезпечна для повстанців рівнинна місцевість, доступна для моторизованих частин малійської армії. Більшість зіткнень відбулася в двох інших зонах.

## Друга фаза повстання
На початку повстання у травні 1963 року чисельність урядових військ на території Адрар-Іфорасу становила близько 650 осіб. У жовтні, після того, як на Північ були спрямовані додаткові сили, чисельність урядових військ досягла 2200 осіб. Вони включали моторизовані групи, 35 одиниць бронетехніки, артилерійські підрозділи, 2 літаки.
Але, незважаючи на величезну перевагу в людській силі та техніці, збройні сили Малі не змогли відразу придушити повстання. Їх особовий склад використовував, головним чином, бронетранспортери з відкритим верхом, оснащені важкими кулеметами. Ця техніка, ефективна на відкритій місцевості, виявилася мало придатною для використання в гірських умовах. Вони раз по раз потрапляли у засідки іфулагенів, які застосовували проти них тактику партизанської війни. Бійцям-туарегам було не важко згори розстрілювати солдатів, що перебували у відкритих бойових машинах. Техніка в умовах пустелі часто ламалася й потребувала постійного ремонту, а запасні частини були відсутні. Не вистачало й води та палива. Туарезькі верблюди виявилися в таких умовах набагато більш практичним транспортним засобом. У складі урядових сил верблюдів використовували лише гумьєри, саме їх найбільше боялися повстанці.
Туареги діяли набігами, напади були максимально короткими, після серії затяжних перестрілок вони відступали. Головними військовими заходами іфулагенів були рейди, спрямовані на захоплення стад верблюдів, що належали гумьєрам, а також засідки на армійські патрулі. Ціллю рейдів повстанців ставали й господарства племінних вождів, які погоджувались на співпрацю з урядом. Рейди іфулагенів, як правило, були успішними, таким чином вони завдавали суттєвої шкоди противникові. Коли ж урядові сили вдавалися до переслідування, туареги відходили на територію Алжиру.

## Придушення повстання
Ситуація змінилася після того, як президент Малі Модібо Кейта у листопаді 1963 — лютому 1964 року заручився підтримкою Алжиру та Марокко у створенні загального антитуарезького фронту. За досягнутою угодою малійські війська отримали можливість, за необхідності, здійснювати рейди з переслідування повстанців на території Алжиру. Після цього доля іфулагенів виявилася драматичною.
Надзвичайно тяжким було й становище цивільного населення Адрар-Іфорасу. Оскільки іфулагенів відстежити було важко, армія спрямувала репресії на мирне населення регіону, розглядаючи його як співучасника повстання й потенційних бунтівників. Проводились публічні страти, кулеметний розстріл людей із літаків, отруєння колодязів. У результаті набігів з обох сторін населення Адрар-Іфорасу зазнало значних втрат худоби, особливо верблюдів. Слід зазначити, що жителі області добровільно постачали повстанцям продукти харчування, тварин та одяг. Добровільна підтримка значною мірою була відповіддю на репресії з боку армії, але йшли на неї без ентузіазму, а часто й просто не маючи вибору.
23 вересня 1963 р. армія, намагаючись відрізати повстанців від території їх підтримки, оголосила землі Адрар-Іфорасу, розташовані на північ від міста Кідаль, забороненою зоною (фр. zone interdif). Хто заходив у цю зону, вважався бунтівником і міг бути розстріляний на місці. Але евакуювати всіх туарегів за межі забороненої зони виявилося неможливим. Тоді у січні 1964 року напрямок політики був трохи змінений. Цивільне населення стали концентрувати в так званих зонах перегрупування (фр. zones de regroupement). Такі зони були створені на південь та захід від Кідалю, біля адміністративних центрів та військових баз в Аґелгоці (фр. Aguelhoc), Телабіті (фр. Telabit), Буресі (фр. Bouressa) і Тесаліті (фр. Tessalit). Решта ж Адрар-Іфорасу залишалася забороненою зоною.
Концентрація великої кількості населення на невеличкій території викликала серйозні проблеми з розподілом води та пасовищ для худоби, і те, й інше було наявне в дуже обмеженій кількості. Окрім того, не все населення було оповіщене про нові правила, й тому не всі бажаючі змогли потрапити до зон перегрупування. Таким чином, туареги кель-адаг опинилися перед вибором: лишитися в забороненій зоні, кожної хвилини ризикуючи загинути від рук військових, або перебратися до зони перегрупування, де загроза їхньому життю та життю худоби була не небагато меншою. Третім варіантом стала втеча до Алжиру. Саме цим варіантом у грудні 1963 року скористалося близько 400 сімей, які разом із худобою під захистом іфулагенів утекли за кордон від переслідувань з боку малійської влади. За оцінками, загалом на кінець конфлікту в Алжирі знайшли собі притулок близько 5 тис. осіб із загальної чисельності туарегів Адрар-Іфорасу не більше 20 тис. Назад повертатись вони не збиралися. Малійська армія неодноразово атакувала біженців на їх шляху з Малі до Алжиру. У січні 1964 року все населення в районі Таркімт (фр. Tarkimt) через чутки, що воно планувало тікати до Алжиру, було евакуйоване на південь.
Для тих, хто залишився жити в забороненій зоні, життя стало справжнім пеклом. Армія отруювала колодязі, систематично відстрілювала стада та пастухів. Не набагато кращим було становище й у зонах перегрупування. Жінок і дітей, а вони становили основну масу переміщених осіб, тут не труїли й не саджали до в'язниці, але їх вивозили у села в районах Кідаль, Тесаліт і Буреса й примушували до роботи. Особливо принизливим це було для жінок із шляхетних сімей, адже за туарезьким світоглядом вони не могли працювати руками. Частина жінок мала сильне ожиріння (це є стандартом краси у туарегів), і вони були просто не здатні виконувати фізичну роботу. Багато жінок потерпали від фізичних знущань та сексуальних домагань з боку охоронців, деякі, фактично переходячи в статус рабів, змушені були вступати до шлюбу або виконувати роль коханок через те, що їхні чоловіки були повстанцями або загинули. Шляхом ув'язнення жінок влада отримала бажаний ефект. У квітні 1964 року група чоловіків-утікачів повернулася до Тесаліту, вимагаючи звільнення своїх дружин.
Політичні успіхи малійської дипломатії на міжнародній арені дозволили також позбавити повстанців керівництва. Прямуючи на зустріч із президентом Алжиру Ахмедом бен Белла (фр. Ahmed Ben Bella), що мала відбутися в алжирському місті Коломб-Бешар (фр. Colomb-Béchar), були заарештовані лідери повстання Зейд аг-Атагер та Ільяс аг-Айюба. Вони були повернені до Тесаліту, а 1 листопада 1963 року літаком їх доправили в Кідаль. У березні 1964 року в Марокко був заарештований і депортований в Малі Могамед Алі аг-Атагер. Ще більшої втрати повстанці зазнали після арешту 9 березня 1964 року, знову ж таки в Алжирі, їх харизматичного військового діяча Еледі аг-Ала. Після жорстоких тортур він погодився на співробітництво із владою.
Заарештованих лідерів влада використовувала для деморалізації населення та решти бійців. З цією метою їх водили по вулицях і публічно принижували, публікували їх фотографії без традиційної пов'язки на обличчі (відомо, що не має нічого більш ганебного й принизливого для туарезького чоловіка, ніж показати на людях своє обличчя). Такі дії мали вбивати душу лідерів повстання. Серед населення Півночі Малі також поширювали листівки з інформацією капітуляційного змісту, але вони не мали суттєвого впливу, адже майже ніхто з туарегів не володів французькою мовою. Показ кінофільмів про дружбу між президентами Малі та Алжиру мав довести, що бунтівному Адрар-Іфорасу марно сподіватися на алжирську підтримку.
Найгіршою із каральних акції була так звана «піч Діби», названа за ім'ям коменданта округу Кідаль Діби Сілас Діара (фр. Diby Sillas Diarra), що вигадав її. В піску виривали яму, заповнювали її палаючим вугіллям, а тоді кидали туди тіла страчених поруч людей і засипали їх піском. У такий спосіб у Сахарі печуть м'ясо та хліб. Тим більше моторошним було ще й те, що «dibi» бамбарською мовою означає «смажене м'ясо», а саме етнічні бамбарці складали основу малійської армії. Жертви для страти вибирались випадковим чином, ними могли бути як туарезькі керівники, так і прості люди. З відомих осіб серед страчених опинилися, зокрема, марабут Сіді Могамед Ембакуа аг-Умайята (фр. Sidi Mohamed Embakoua ag Oumayyata), духовний лідер іфорасів, шейх Сіді Гайбала ульд-Абідін (фр. Sidi Haïballa ould Abidine) з арабського племені кунта, вождь племені даусагак Айюба аг-Магомед Адарґажудж.
Арешт головних лідерів повстання, масові страти та втрата волі у населення позбавили морального духу іфулагенів. У лавах повстанців склалося дві тенденції. Частина учасників повстання відмовилася від боротьби й пішла шукати притулок в Алжирі. Тут вони сподівалися знайти собі притулок на французькій військовій базі або ж стати під захист алжирського уряду. Але більшість вибрала повернення в Малі та здачу владі. Невелика частина продовжила боротьбу ще на деякий час. 15 серпня 1964 року уряд Малі офіційно сповістив про перемогу над повстанцями. Повстання, таким чином, тривало понад 1,5 року.

## Підсумки і наслідки повстання
Придушення повстання в 1964 році виявилося швидким і жорстоким. Повстанці не мали військової підготовки, автоматичної зброї, не могли керувати автомобілями. Малійська армія була більш чисельною і розробила ефективну тактику боротьби, повстанців позбавили постачання продовольством і зброєю. Колодязі отруювали, місцеве населення, на яке падала підозра у підтримці повстанців, вбивали без розбору. Знищували худобу. Вбивали навіть тих, хто приводив свою худобу на пасовища в забороненій зоні на кордоні з Алжиром. Число загиблих оцінюється тисячами. Крім того, було знищено 40 % поголів'я худоби, що мало навіть більш руйнівний вплив на місцеве суспільство за всі інші фактори.
Повстанці-туареги зазнали жорстоких репресій за мовчазної байдужості міжнародної спільноти.
Військова окупація, вбивства, тортури й тюремні ув'язнення, застосовані до підозрюваних у повстанні, глибоко образили населення північної частини Малі. Більшість туарегів Адрар-Іфорасу ухиляється від розмов про події 1963—1964 років. Не останню роль відіграє тут усвідомлення попрання їхньої честі. У пам'яті більшості адрарців Алфелаґа лишилася не як зіткнення армії та повстанців, а як жорстокі репресії та помста армії, що лягли на цивільне населення. Поразку повстання туареги пов'язують і з негараздами у своєму житті, злиднями і посухою, що настали згодом. Таким чином, регіон залишився потенційним джерелом конфлікту на наступні десятиліття. Логічним продовженням Алфелаґи стало туарезьке повстання в Малі 1990—1995 років.
Події в Адрар-Іфорасі психологічно вплинули не лише на жителів округу Кідаль, а й на все кочове населення в районі Вигину Нігеру, включно з тими, хто взагалі не брав участі в повстанні. Кочівники боялись, що приходить кінець їх рухливому способу життя, на край очікує націоналізація худоби за радянською моделлю. Військові репресії дуже негативно вплинули на соціально-економічний розвиток Півночі Малі, був покладений початок тривалій маргіналізації місцевого суспільства. Область опинилась на периферії економічного розвитку країни. Тисячі туарегів покинули Малі й перебралися жити до Алжиру та Лівії.